# 우지 키요타카
우지 키요타카(일본어: 宇治 清高, 1993년 12월 19일 ~ )는 일본의 배우이다. 도쿄도에서 태어났다.

## 인물
취미는 음악 감상 및 영화 감상이다. 특기는 야구, 농구이다. 아버지는 전 아이돌이었던 우지 마사타카이다.

## 출연작
- 내가 어린아이였을 적~타나카 유우지 편~
- Goro`s Bar드라마 스페셜~세상에 단 하나뿐인 꽃 서커스~
- 만복소녀 드라고넷 - 가모우 테츠바/괴도 달메시안 역
- 사쿠라부터의 편지~AKB48 각자의 졸업 이야기~ - 카시와키 히토시 역
- 가면라이더 포제 - 닛타 후미히로 역
- 블랙보드~시대와 싸웠던 교사들~ - 후루사와 미노루 역
- 초재현! 미스테리 풍소녀 - 사이키 료 역
- 비기너즈 7화
- 사이토씨2 - 키즈 다이스케 역
- 울트라맨 긴가 S - 빅토리안 쇼우 역
- 가면라이더 리바이스 - 타부치 타츠히코 역